# Verdacht (2015)
Verdacht ist ein Schweizer Fernsehfilm aus dem Jahr 2015, bei dem Sabine Boss Regie führte. Er wurde im Rahmen des Zurich Film Festival am 29. September 2015 uraufgeführt und feierte seine Fernsehpremiere am 4. Oktober 2015 auf SRF 1. Ort der Handlung ist St. Gallen.

## Handlung

### Ausgangslage
Die Journalistin Eva Gruber und ihr Mann Max, Künstler und Zeichnungslehrer, führen ein unaufgeregtes Eheleben. Gerade hat Max eine Skulptur für ein Altersheim fertiggestellt und die Feier dazu steht an. Doch an der von Eva organisierten Party taucht Max nicht auf. Stattdessen wird er von einer jungen, ambitionierten Staatsanwältin verhaftet. Unter den Augen seiner Schüler und Schülerinnen am Gymnasium. Max wird vorgeworfen, Jugendlichen Pornographie zugänglich gemacht zu haben und der Verdacht steht im Raum, er habe Xenia, eine seiner Schülerinnen, missbraucht.
Für Eva sind die Vorwürfe unhaltbar. Sie will beweisen, dass hier ein grober Justizirrtum, wenn nicht gar Rechtsmissbrauch vorliegt. Sie konfrontiert Xenias Eltern, welche Anzeige gegen Max erstattet haben, mit den zerstörerischen Konsequenzen, die ein Missbrauchsvorwurf für ihren Mann nach sich ziehen wird. Dabei erfährt Eva aber, dass Xenia eine Nacht mit Max in dessen Atelier verbracht hat.

### Weiterer Verlauf
Beim Verhör mit der Staatsanwältin werden Max’ Rechtfertigungsversuche schnell beiseite gewischt. Dass Max in seinem Unterricht oft den Lehrplan äusserst eigenwillig interpretiert hat und auch vor expliziten Kunstexkursen nicht zurückschreckte, macht seine Lage verfänglicher. Stein des Anstosses bilden Werke von Egon Schiele, Pablo Picasso, Balthus oder Gustave Courbet, die Max mit seinen minderjährigen Schülern im Zeichnungsunterricht besprochen hatte, mit dabei auch Courbets L’origine du monde aus dem Jahr 1866, eine naturalistische Darstellung der nur durch die Schamhaare verhüllten Vulva einer Frau.
Dieses Bild bestätigt nicht nur die Vermutung der Staatsanwaltschaft, der Lehrer nütze das Abhängigkeitsverhältnis seiner Schüler aus, sondern erregt auch die Gemüter der aufgebrachten Eltern. Nach dem Elternabend beschliessen einige Väter, die Sache selbst an die Hand zu nehmen.
Eva hält weiterhin zu ihrem Mann. Für sie sind die Vorwürfe gegen Max unhaltbar, auch wenn sie erkennen muss, dass er ihr gegenüber nicht immer ehrlich war. Als Journalistin sieht sie die mediale und soziale Hetze gegen Max-den-Lehrer als Resultat eines zunehmend übersensibilisierten und heuchlerischen Umgangs der Gesellschaft mit dem Thema Sexualität.
Max wird in der Untersuchungshaft von andern Häftlingen als Pädophiler gebrandmarkt und zusammengeschlagen. Eva gelingt es, ihn mit Hilfe eines Anwalts aus dem Polizeigewahrsam zu holen.
Nach einer endlich wieder mal stürmischen Liebesnacht entdeckt sie auf seinem Computer Links zu Pornosites mit Teenys. Max deklariert sie als ganz gewöhnliche Wichsvorlagen. Doch Eva weiss immer weniger, was sie ihm noch glauben soll.
Dann verliert Max auf Grund des Drucks der Eltern auch noch seine Stelle als Lehrer. Und die Staatsanwaltschaft entdeckt unter Max’ gelöschten Handydaten ein Nacktfoto seiner Schülerin Xenia im Stil von Courbets L’origine du monde.
Damit konfrontiert, erklärt Max seiner Frau und der Staatsanwältin, das Nacktfoto habe er von Xenia erhalten. Sie habe es selbst geschossen und ihm geschickt, danach aber ihren Fehler bemerkt und ihn in derselben Nacht noch in seinem Atelier aufgesucht. Er, Max, habe sich in einem unlösbaren Dilemma wiedergefunden: Meldet er das Zusenden dieses intimen Bildes der Schulleitung, fliegt Xenia von der Schule – meldet er es nicht, bekommt er selbst Probleme. Sie hätten darum beschlossen, das Bild auf ihren Handys gleichzeitig zu löschen und Stillschweigen zu vereinbaren. Ansonsten sei zwischen ihm und seiner Schülerin nichts passiert. Die Staatsanwältin bemerkt aber, dass die Perspektive des Bildes einer Zweitperson bedurfte, Xenia kann es unmöglich selber geschossen haben.
Nun bricht Evas tapfer aufrecht erhaltene Solidarität zu ihrem Mann zusammen. Auch wenn er kein zweites Mal in Untersuchungshaft genommen wird, sie wirft ihn nun aus der Wohnung und betrinkt sich heillos.
Anderntags fordern Evas Anwohnerinnen, Max sei zum Schutz der Kinder im Quartier mit einem Rayonverbot zu belegen. Die völlig verkaterte Eva bricht in einem Heulkrampf erneut zusammen. Kurz darauf wird sie von Xenias Freundin Deborah besucht, die voller Reue gesteht, Eva beim letzten Gespräch nur die halbe Wahrheit erzählt zu haben.
Die ganze Wahrheit erfahren alle auf der Staatsanwaltschaft bei einer Aussprache zwischen Xenia, Deborah, deren Eltern und Anwälten, Max und Eva. Das «Sexfoto» war nichts als ein bekiffter, betrunkener Ulk der beiden Freundinnen Xenia und Deborah.
Die Anklage gegen Max wird fallengelassen. Dennoch findet Max keine neue Stelle mehr als Zeichnungslehrer. Xenias Vater, ein einflussreicher Wirtschaftsanwalt, hat dafür gesorgt, dass sämtliche Mittelschulen der deutschen Schweiz über den Vorfall informiert wurden.
Eva findet das heraus und Max bewirbt sich daraufhin in der französischen Schweiz als Zeichnungslehrer – wo er auch eine Anstellung findet. Als er dort seinen ersten Schultag antritt, fragen seine neuen Schüler ihre Handys, um wen es sich bei Max Gruber denn handle. Das Internet antwortet: Um einen Lehrer, der entlassen wurde, weil er seinen Schülern Pornographie zuführte.

## Produktion
Verdacht wurde von der Zürcher Filmproduktionsgesellschaft Dschoint Ventschr in Zusammenarbeit mit der Spielfilmredaktion des Schweizer Fernsehens entwickelt.
Die Idee stammt vom Schweizer Regisseur Daniel von Aarburg. Zur Geschichte inspiriert wurde er durch reale Fälle, u. a. einen Lehrermord in St. Gallen im Jahr 1999 und die Entlassung eines Deutschlehrers in Zürich, weil dieser 2009 im Unterricht Frank Wedekinds Pubertätsdrama Frühlingserwachen mit minderjährigen Gymnasiasten besprochen hatte, was zu einer Anzeige wegen Pornographie durch die Mutter einer Schülerin geführt hatte. Von Aarburg verfasste ein Treatment. Dieses diente als Grundlage für Drehbuchautor Urs Bühler, der in der Folge die Drehbuchfassungen von Verdacht erstellte. Das finale Drehbuch wurde im Herbst 2014 von Regisseurin Sabine Boss in St. Gallen und Schlieren ZH verfilmt.
Die Hauptrolle von Eva spielte Mona Petri, ihr Ehemann Max wurde von Imanuel Humm verkörpert und die Rolle der Schülerin Xenia übernahm die, zur Drehzeit erst 15-jährige Rabea Egg, die im Januar 2016 in Solothurn für ihre nächste Rolle im Film Lina mit dem Schweizer Fernsehfilmpreis ausgezeichnet wurde.

## Kritik
Die Schweizer Boulevard-Zeitung Blick schrieb: «Sabine Boss zeigt in ihrem ambitionierten TV-Drama, wie soziale und mediale Hetze einen Lehrer in die Enge treibt.»
Simone Meier publiziert bei Watson: «Die Subversion der Kinder von heute [...], das zeigt «Verdacht» sehr schön, [...] liegt in der enthemmten Beherrschung ihrer Elektrogeräte. Denn der Verdacht, dem der Lehrer ausgesetzt ist, erhärtet sich nicht über die Realität, sondern über die Virtualität. Und das Netz, das da gesponnen wird, ist von einer diabolischen Haltbarkeit. Und immer, wenn man denkt, diese Lösung könnte jetzt aber etwas naheliegend sein, dann kommt es viel besser. Und es kommt schnell.»
Bei Bluewin-TV heisst es: «Mit «Verdacht» nimmt sich Regisseurin Sabine Boss, die auch beim vielfach preigekrönten Kinofilm «Der Goalie bin ig» Regie führte, einem hochsensiblen Thema an. Ob sexueller Missbrauch, Selbstjustiz oder mediale Hetzjagd – die Filmemacherin geht ohne Berührungsängste an die komplexen Facetten der Geschichte heran und erzählt sie mit einem ausserordentlichen Feingefühl. Besonders glänzen kann in dem Film, der von wahren Fällen inspiriert wurde, Hauptdarsteller Imanuel Humm.»

## Auszeichnungen
Verdacht wurde wegen seines brisanten Themas vom Schweizer Fernsehen ins Rennen geschickt, um sich in den Jahren 2015 und 2016 mit den besten europäischen und deutschsprachigen Fernsehfilmen zu messen.

### Nominationen
- Fernsehfilmfestival Baden-Baden 2015[8]
- Prix Europa 2015[9]

### Gewinner
- Schweizer Fernsehfilmpreis bester Hauptdarsteller 2016, verliehen an den 51. Solothurner Filmtagen an Imanuel Humm[10]